# Libausche Zeitung
Die Libausche Zeitung war amtliches Publikationsorgan des Stadtkreises Libau und der Kreise Grobin und Hasenpoth im Gouvernement Kurland des Russischen Kaiserreiches. Die Libausche Zeitung war das älteste deutsche Blatt Lettlands.

## Geschichte
Die Zeitung erschien vom 22. September 1824 bis 22. Juni 1939 täglich, ausgenommen an Sonn- und hohen Feiertagen.
Vom 24. September 1824 bis zum 21. März 1825 erschien fortlaufend in jeder Nummer die Erzählung „Rebecca“, der erste Zeitungsroman in der baltischen Presse.
Gedruckt wurde die Zeitung zuletzt in der Buch- und Steindruckerei von Gottlieb Dietrich Meyer (1828–1902), der ab 1856 in Libau auch ein Fotografie- und Daguerreotypiegeschäft betrieb. Verleger und Hauptschriftleiter war zuletzt Arno Meyer (1892–1972). Mit der Einstellung der Zeitung wurde auch die seit 1937 erschienene Nebenausgabe „Deutscher Bote“ eingestellt. Arno Meyer gab an, dass die Schließung des Blattes mit der Lage der deutschen Volksgruppe in Libau zusammenhing, die in den letzten 20 Jahren die Hälfte ihres ursprünglichen Bestandes durch Abwanderung verloren hatte.

## Politische Einstufung
Wolfgang Wachtsmuth beschrieb in seinem Tätigkeitsbericht Von deutscher Arbeit in Lettland 1918–1934 die Libausche Zeitung als in „liberalem Geiste gehaltene“ Zeitung. Das Political Handbook of the World des Council on Foreign Relations stuft die Zeitung als politisch konservativ ein.

## Nachweise
- Libausche Zeitung im Archiv der Staatsbibliothek zu Berlin
- Libausche Zeitung in der bibliografischen Datenbank WorldCat